# John Carlos Baez
John Carlos Baez (São Francisco, Califórnia, 12 de junho de 1961) é um físico matemático americano, conhecido por seu trabalho em spin foams e gravidade quântica em loops. Mais recentemente, sua pesquisa tem focado na aplicação da teoria das categorias à física.
No entanto, Baez é sem dúvida mais conhecido pelos habitantes da Usenet como o autor da coluna This Week's Finds in Mathematical Physics (As Descobertas Desta Semana Em Física Matemática). Iniciada em 1993, essa irregular série de posts, mostrando uma mistura imprevisível mas muitas vezes fascinante de boatos, excelente exposição, bravatas intelectuais, algumas vezes críticas ferozes e as réplicas que se seguem, ganhou admiradores devotos em todo o mundo (discutivelmente, TWF é também o primeiro weblog da Internet). Baez também é conhecido na Web como o autor do índice crackpot.
Baez ganhou seu Ph.D. no MIT em 1986, sob a direção de Irving Segal. Ele conseguiu traçar sua genealogia matemática diretamente até ninguém menos que o Príncipe da Matemática: Carl Friedrich Gauss.
A cantora Joan Baez é prima de John Baez.